# Micigliano
Micigliano é uma comuna italiana da região do Lácio, província de Rieti, com cerca de 140 habitantes. Estende-se por uma área de 37 km², tendo uma densidade populacional de 4 hab/km². Faz fronteira com Antrodoco, Borbona, Borgo Velino, Cantalice, Castel Sant'Angelo, Cittaducale, Leonessa, Posta, Rieti.

## Demografia
| Variação demográfica do município entre 1861 e 2011                               |
|                                                                                   |
| Fonte: Istituto Nazionale di Statistica (ISTAT) - Elaboração gráfica da Wikipedia |